# John Gray (poeta)
John (Henry?) Gray (Londra, 2 marzo 1866 – 14 giugno 1934) è stato un poeta inglese.

## Biografia
Di umili origini, lasciata la scuola 13 anni, fu un poeta che seguiva il filone dell'estetismo amico di Ernest Dowson, Aubrey Beardsley e Oscar Wilde. Oltre ad essere poeta diventò anche un traduttore dal francese all'inglese (lingua madre). Si suppone che sia a lui dedicato il personaggio dell'opera Dorian Gray. Fu chiamato “abietto” da Bernard Shaw.

### L'incontro con Oscar Wilde
Non è sicura la data in cui conobbe Wilde in quanto entrambi poi mentirono sul loro incontro, avvenuto almeno nel 1889, le prove che si hanno di questi primi incontri sono una cena dove fu testimone Frank Liebich e l'incontro con Ricketts che aveva pubblicato un'opera dell'emulo di Wilde, aveva scritto una favola (Il grande verme) che piacque molto ad Oscar.